# Mohamed Lahyani

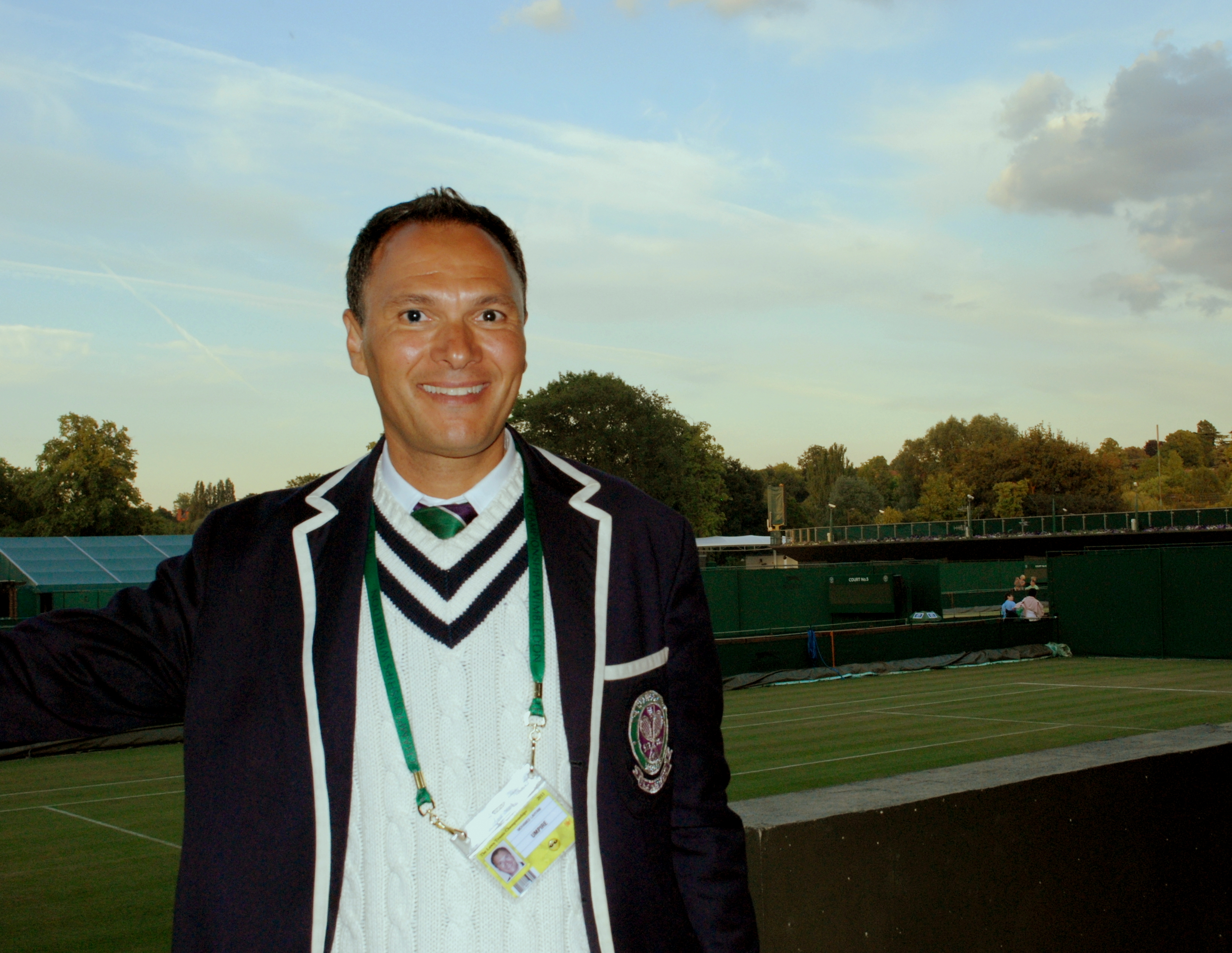
Mohamed Lahyani, Halbfinaltag in Wimbledon 2011

Mohamed Lahyani (* 1966 in Tafraoute, Marokko) ist ein schwedischer Tennisschiedsrichter.
Lahyani wurde in dem marokkanischen Dorf Tafraoute geboren, seine Familie zog aber bereits ein Jahr nach seiner Geburt nach Uppsala in Schweden. Er arbeitete als Koch im Restaurant seiner Familie, begann parallel aber auch als Schiedsrichter im Tennis tätig zu werden. Seinen ersten internationalen Einsatz hatte er als Linienrichter im Davis Cup. Anfang 1990 erhielt er zunächst das silberne und anschließend das goldene Schiedsrichterabzeichen, sodass er fortan auf der ATP Tour und bei Grand-Slam-Turnieren aktiv wurde.
Er war Schiedsrichter der Partie zwischen John Isner und Nicolas Mahut in der ersten Runde von Wimbledon 2010. Das Spiel endete mit 6:4, 3:6, 6:7 (7:9), 7:6 (7:3) und 70:68 für Isner, brach mehrere Rekorde und machte auch als „längstes Match der Welt“ Schlagzeilen. Lahyani, Isner und Mahut wurden mit Auszeichnungen von den Organisatoren geehrt.
2018 leitete er ein Spiel bei den US Open, währenddessen er Nick Kyrgios während des Spiels gegen Pierre-Hugues Herbert in der zweiten Runde Mut zugesprochen hatte, was beim Stand von 4:6 und 0:3 noch zum 4:6, 7:6 (8:6), 6:3 und 6:0 zum Sieg führte. Er wurde daraufhin kurzzeitig wegen Verletzung der Unparteilichkeit gesperrt, aber anschließend weiterhin als Schiedsrichter eingesetzt.
Lahyani genießt einen hohen Stellenwert auf der ATP Tour. So bezeichnete ihn Mats Wilander als „Roger Federer der Schiedsrichter“.